# Thỏ Chinchilla lớn

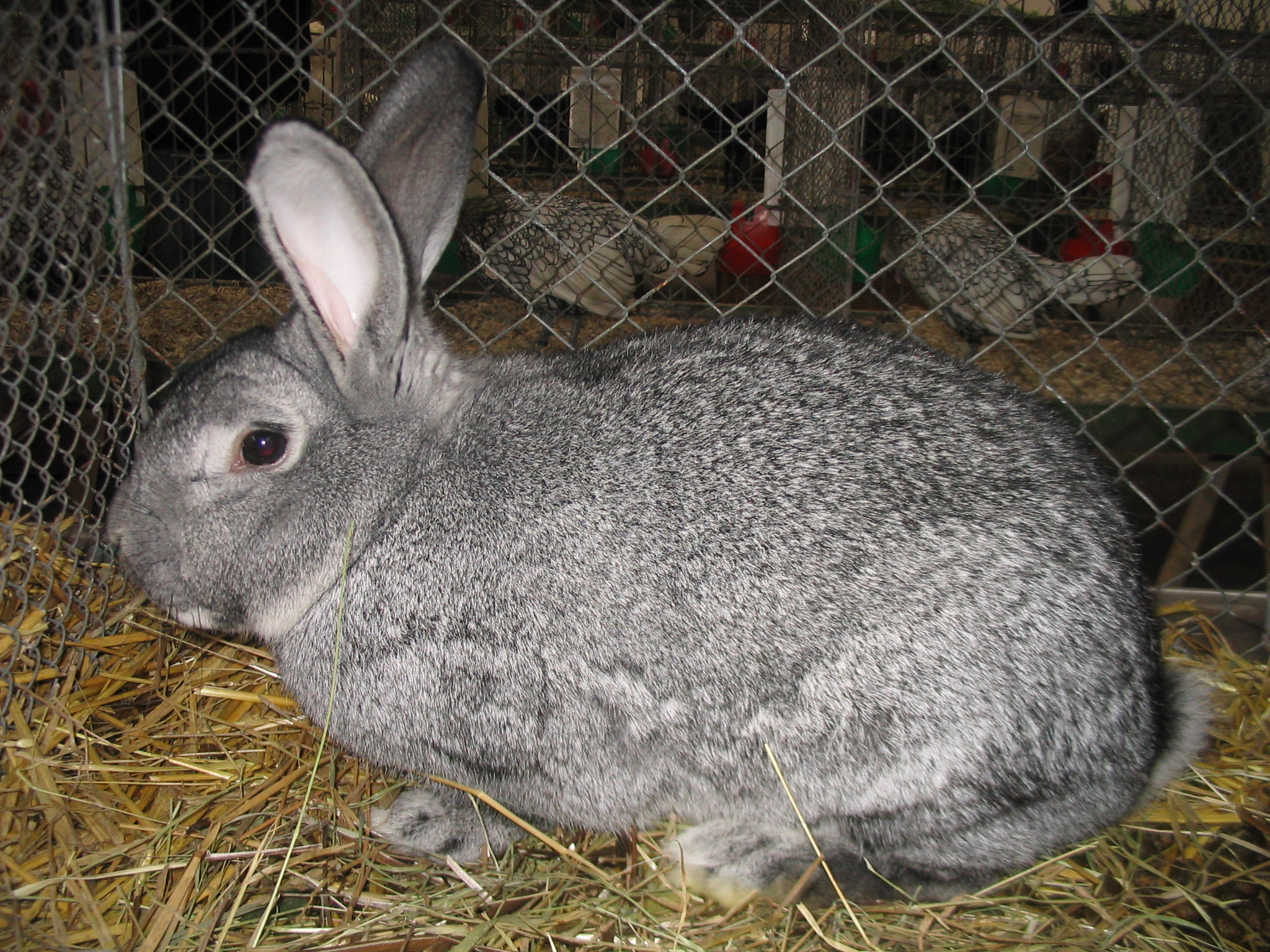
Một con thỏ Chichila lớn

Thỏ Chinchilla lớn (Chinchilla giganta) là một giống thỏ có nguồn gốc từ Anh và Đức. Các con thỏ Chinchilla lớn là một giống thỏ tầm đại. Chúng là một con thỏ nhà từ việc chọn lọc từ thỏ Chinchilla Pháp về kích thước của chúng. Các giống thỏ Chinchilla lớn rất phổ biến ở Pháp, ngoại trừ phía Đông Bắc của nước này.

## Lịch sử
Những nhà nuôi thỏ ở Anh bắt đầu lai tạo để tăng kích thước của Chinchilla Pháp vào đầu thế kỷ XX. Họ nhận được thỏ Chinchilla giganta trong năm 1920, có trọng lượng khoảng 4 kg. Ở Đức sau đó lãi suất thỏ này tăng một cách nhanh chóng bởi vì thị trường đối với mặt hàng da Chinchilla lớn là rất hứa hẹn. Đối với da chất lượng cao nhất, họ đã lai giống thỏ này với các giống lớn khác và với thỏ Angora. Như thế là sinh ra các Chinchilla tuyệt vời như các tiêu chuẩn của Pháp công nhận từ 1948.

## Đặc điểm
Các con thỏ Chinchilla lớn là một con thỏ vừa có trọng lượng từ 3,5 đến 5,5 kg. Nó có một thân hình trụ hơi thuôn dài với một hệ thống cơ nhỏ gọn và mạnh mẽ. Đầu là khá mạnh ở con đực. Nó có hai tai thẳng và dày, dài 12-14,5 cm. Một diềm cổ nhẹ lại có ở con cái. Đôi mắt đen nâu. Lông rậm rạp, khá dài và dẻo dai. Nó có một tro màu xám với điểm nổi bật màu lam xanh và một gợn sóng trên lưng do búi hiệu trưởng. Phía trên cùng của đuôi có màu đen và mặt dưới của cơ thể và xung quanh mắt là vền trắng.
Chúng là vật nuôi nhạy cảm với các yếu tố ngoại cảnh (chốn trạy, sợ tiếng động), khả năng thích ứng với môi trường kém. Nếu được chăm sóc tốt, chúng sẽ trở nên thân thiện và vui vẻ. Sống trong nhà chúng sẽ được an toàn hơn. Cần tránh tiếp xúc với các loài động vật khác, đặc biệt là chuột. Nếu ban ngày chúng ăn không hết thức ăn thì cần vét sạch máng, nếu thừa chuột sẽ lên ăn và cắn chết thỏ, nhất là thỏ con mới đẻ. Thỏ là loài gia súc yếu, sức đề kháng cơ thể kém, dễ cảm nhiễm các mầm bệnh và phát triển thành dịch, khi mắc bệnh chúng rất dễ chết.
Dạ dày chúng co giãn tốt nhưng co bóp yếu. Nhiều con bị chứng sâu răng hành hạ và có vấn đề về tiêu hóa. Chúng cũng bị mắc một số bệnh như bại huyết, ghẻ, cầu trùng, viêm ruột, do ăn thức ăn sạch sẽ, không bị nấm mốc. Nếu thấy chúng có hiện tượng phân hôi, nhão sau đó lỏng dần thấm dính đét lông quanh hậu môn, kém ăn, lờ đờ uống nước nhiều đó là bệnh tiêu chảy. Chúng hiếu động và ham chạy nhảy, sinh trưởng tốt, nuôi chúng không cần nhiều diện tích.

## Chăm sóc
Cho ăn cà rốt có thể khiến chúng bị sâu răng, cũng như gây nên những vấn đề về sức khỏe khác. Cà rốt và táo chứa nhiều đường thực vật, chỉ nên cho thỏ ăn những loại này ít. Chúng thích cam thảo nhưng nó lại không tốt bởi thỏ không thể tiêu hóa đường. Chúng thông thường không ăn rau củ có rễ, ngũ cốc hoặc trái cây, đặc biệt là rau diếp. Nên cho thỏ ăn cỏ, cải lá xanh đậm như bắp cải, cải xoăn, bông cải xanh (phải rửa sạch).
Luôn có thức ăn xanh trong khi chăm sóc, lượng thức ăn xanh cho chúng luôn chiếm 90% tổng số thức ăn trong ngày. Có thể cho chúng ăn thêm thức ăn tinh bột, không được lạm dụng vì chúng sẽ dễ bị mắc bệnh về đường tiêu hóa dẫn đến chết. Nhiều người cho rằng thỏ không cần uống nước là sai. Thỏ chết không phải do uống nước hay ăn cỏ ướt mà vì uống phải nước bẩn và ăn rau bị nhiễm độc.
Thỏ sơ sinh sau 15 giờ mới biết bú mẹ. Trong 18 ngày đầu thỏ hoàn toàn sống nhờ sữa mẹ. Nếu được bú đầy đủ thì da phẳng và 5-8 ngày đầu mới thấy bầu sữa thỏ mẹ căng phình ra, thỏ con nằm yên tĩnh trong tổ ấm, chỉ thấy lớp lông phủ trên đàn con động đậy đều. Nếu thỏ con đói sữa thì da nhăn nheo, bụng lép và đàn con động đậy liên tục. Nguyên nhân chủ yếu thỏ con chết là do đói sữa, dẫn đến suy dinh dưỡng, chết dần từ khi mở mắt.